# Râul Câinelui
Râul Câinelui este un curs de apă, afluent al râului Vedea. 